# 論基督教教義
《論基督教教義》（拉丁語：De doctrina christiana），又譯為天主聖教啓蒙、論基督教信仰，基督教文獻，由希波的奥古斯丁寫作。其中包括四冊著作，用來解釋及教導基督教聖經中的教義。其中第一冊在397年首次發行，最後的第四冊在426年發行。聖奧古斯丁寫作這部書的用意，在於教導基督徒，以及提供宣教之用，其目的在於發現存在基督教聖經內容中的真理，教導由聖經而來的真理，以及為聖經的真理而辯護。